# 印度鐵路WDM-3A型柴電機車
印度鐵路WDM-3A型柴電机车是1993年由瓦拉纳西的巴拿拉斯機車廠（Banaras Locomotive Works，BLW，原名為Diesel Locomotive Works ，DLW）为印度铁路开发的柴电机车。型号名称代表宽轨 (W) 、柴油 (D)、混合交通 (M) 发动机，具有 3300 马力 (3A)。 WDM-3A于 1994 年啟用，於1994 年至 2003 年间，ALCO 和 Banaras 机车厂共新造143 多台，其余 1246 台由 WDM-2改造而成，在 WDG-4 出現，WDM-3A是印度鐵路數量最龐大的幹線用內燃機車。
WDM-3A 是印度铁路最成功的机车之一，牽引客运和货运列车超过 26 年，並有少數出口到斯里兰卡和孟加拉国等邻国。雖然後來引進了更現代化的機車（如WDG-4）以及路線電氣化，仍有大量WDM-3A使用於幹線列車以及各單位內；2021 年仍有803 辆机车在幹線保持可运行状态，而其他的機車則改造回WDM-2或 WDM-2S。由于可靠性、高牵引力與加速度，本型車廣泛用於印度各地的長途客運列車。

## 簡介

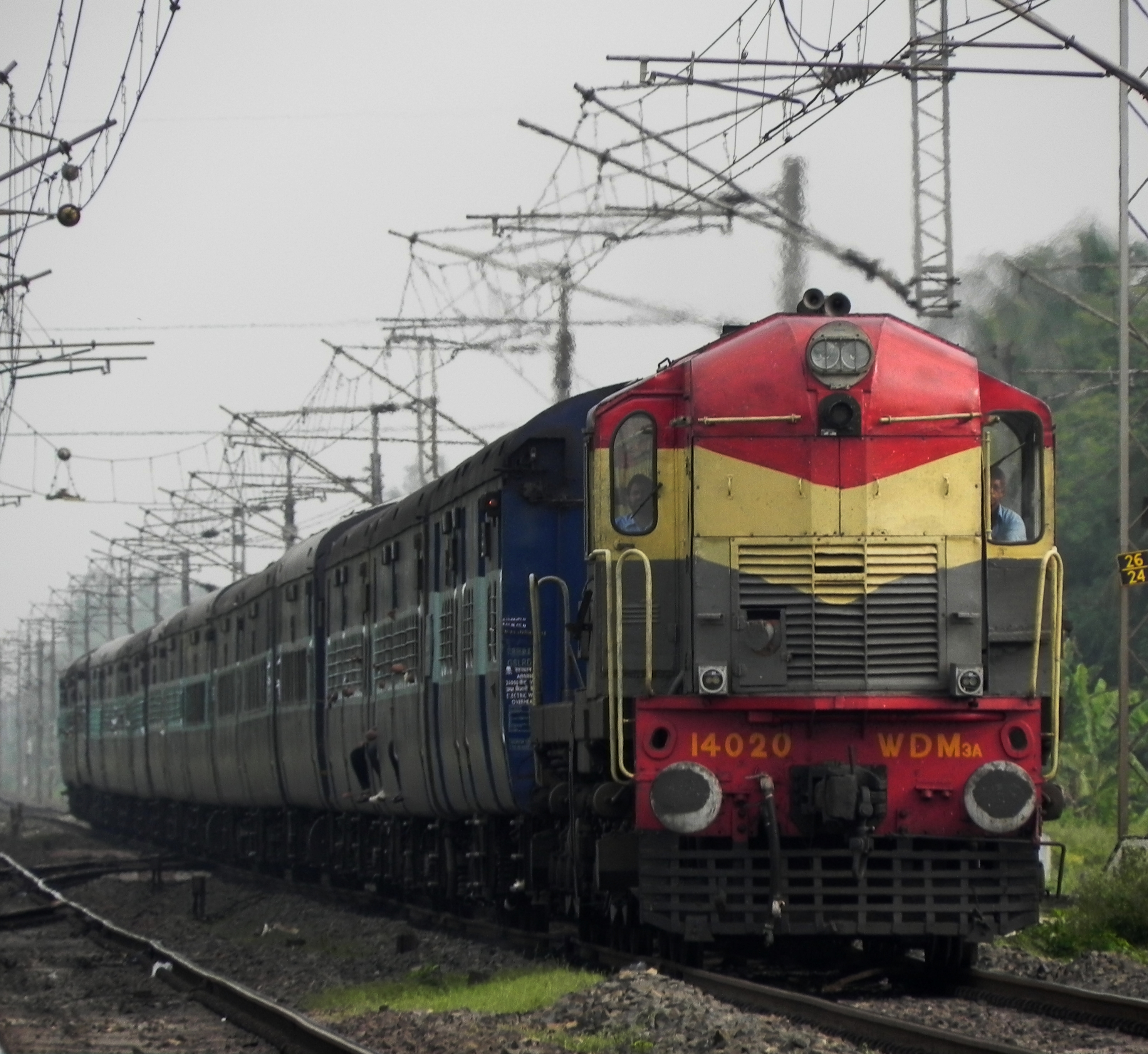
WDM-3A 牽引Padatik Express

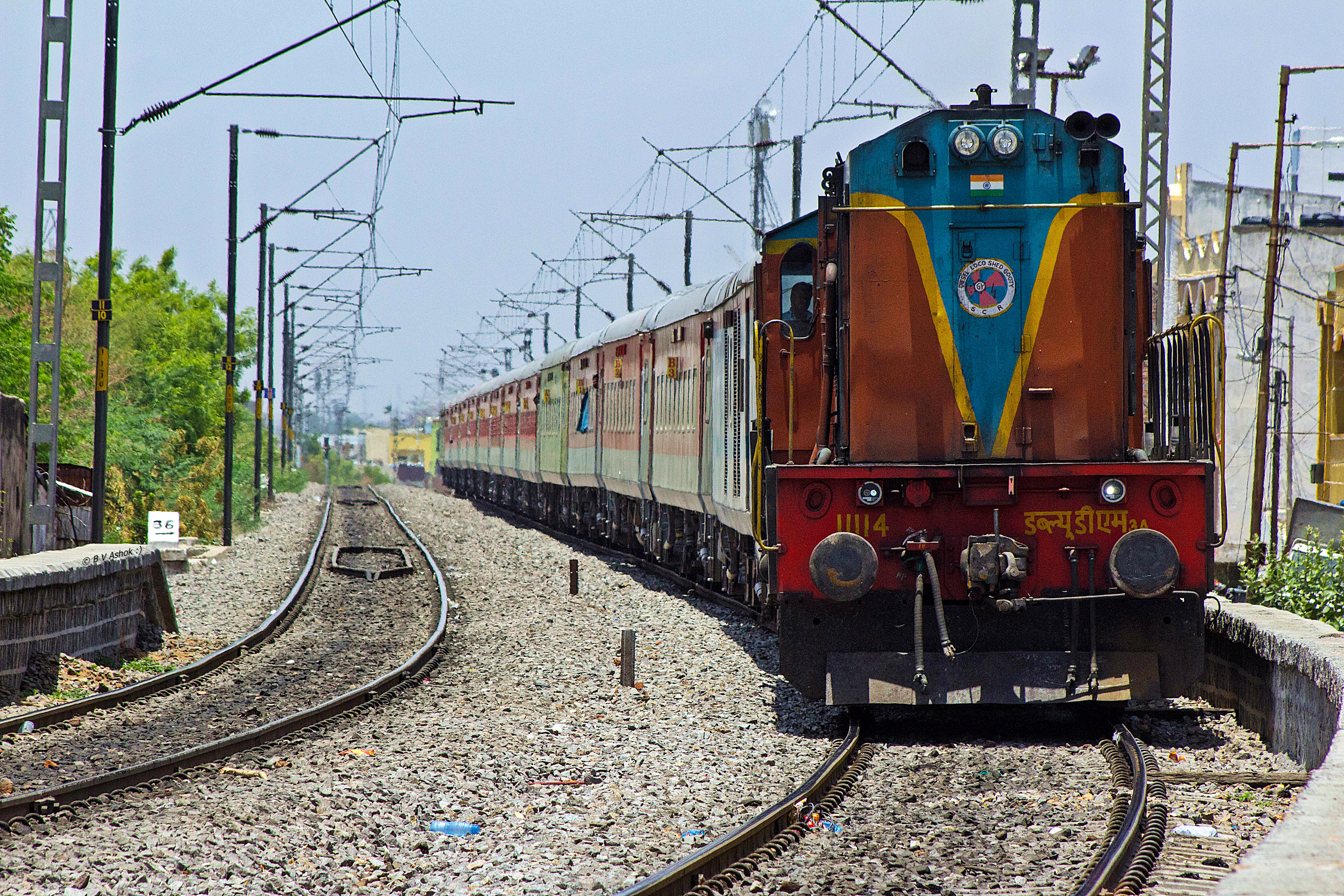
WDM-3A 机车牵引的特快列车

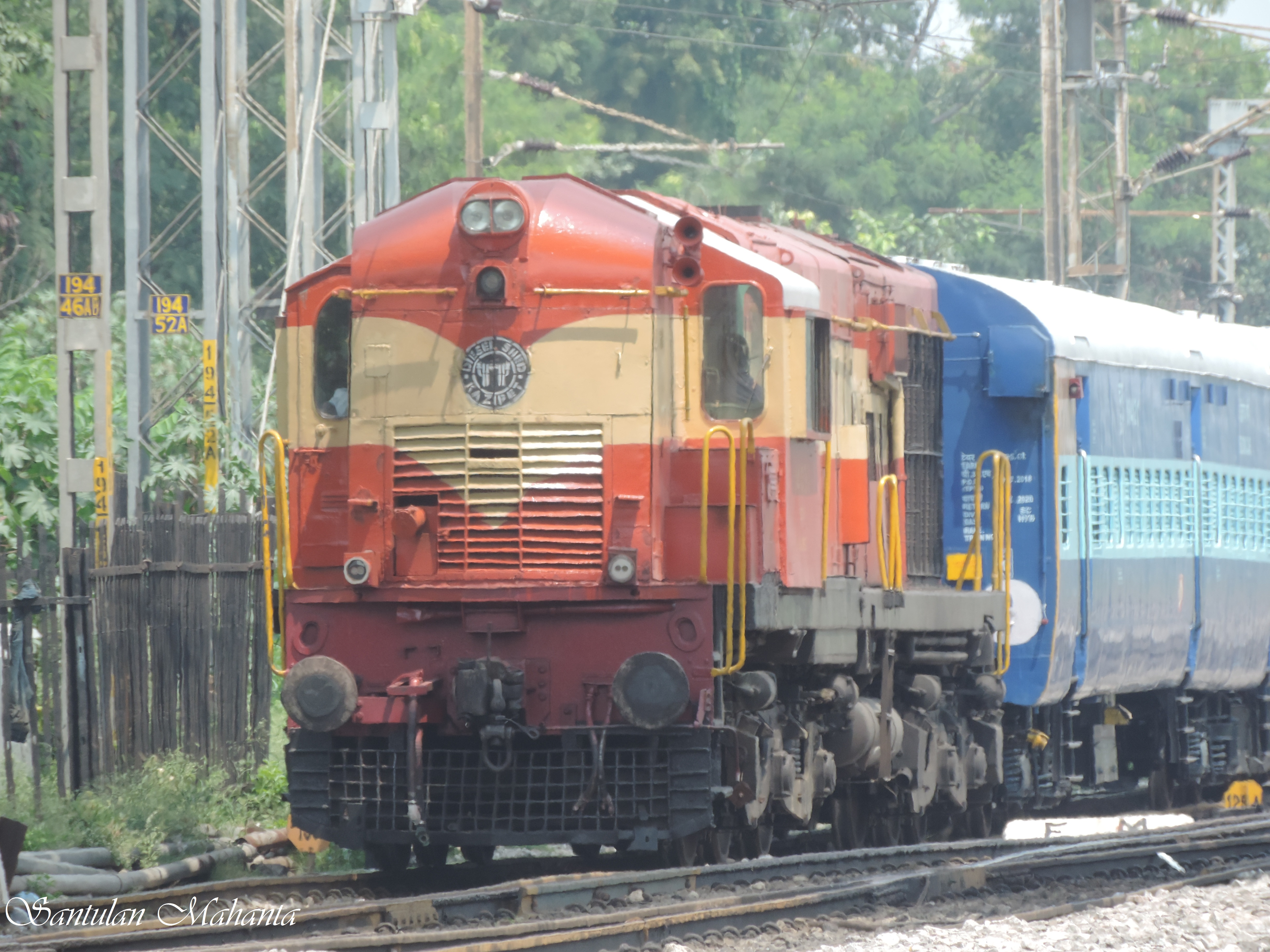

1994年8月22日交付的第一輛車，型號 WDM-2C。. 截至1996年3月為止生產的首批57的車號為  14001–14057，前端的引擎罩為圓形，與DLW當時生產的其他較新型機車（如WDG-3A與WDP) 相似。之後生產中斷了四年。這批車輛除了空氣與真空軔機外，還改造了雙軔機。WDM-3A 型機車極速為 120 km/h（75 mph），齒輪比為 65:18， 控制台位於駕駛室的左側。同時，位於伯蒂亞拉的 Diesel Loco Modernization Works（DLMW，前身為 Diesel Modification Works，也被稱為 Diesel Component Works）也開始將已進入中年的 WDM-2 機車，升級動力使其功率提升到3100HP。 在2000年DLW重啟 WDM-3A產線，到2002年3月新造了車號 14058–14143的機車。由DLMW 改造的機車，以及 DLW 的較新批次，都有WDM-2那種典型的方型引擎室短罩與控制台配置。2005到2006年，DLW又製造WDM-3A的改進型（車號14144-14167），由於轉向架設計與傳統的ALCo機車設計不同，被稱為WDM-3B。大多數 WDM-B 後來被改造為 WDM-3D。 2011年，DLMW將16502號機車改造為WDM-3A，裝上了由IIT Kanpur發動機研究實驗室、RDSO發動機開發局和DLMW Patiala聯合開發的電子燃油噴射系統。  DLMW 仍持續將 WDM-2 改造為 WDM-3A，也翻修改造已經達到壽限中期的 DLW 製 WDM-3A。最近改造的機車，額定功率為 3300 馬力，自 2014 年起，還在短引擎罩裡裝上了輔助動力裝置。 有些機車改造後轉向架也不一樣。所有翻修改造的 WDM-3A ，編號後面加上“-R”。
2012 年，孟加拉鐵路向 DLW 訂購了 26 台 WDM-3A，編為 6500 型。但這些機車沒有裝上印度鐵路同型車必備的電阻制軔。

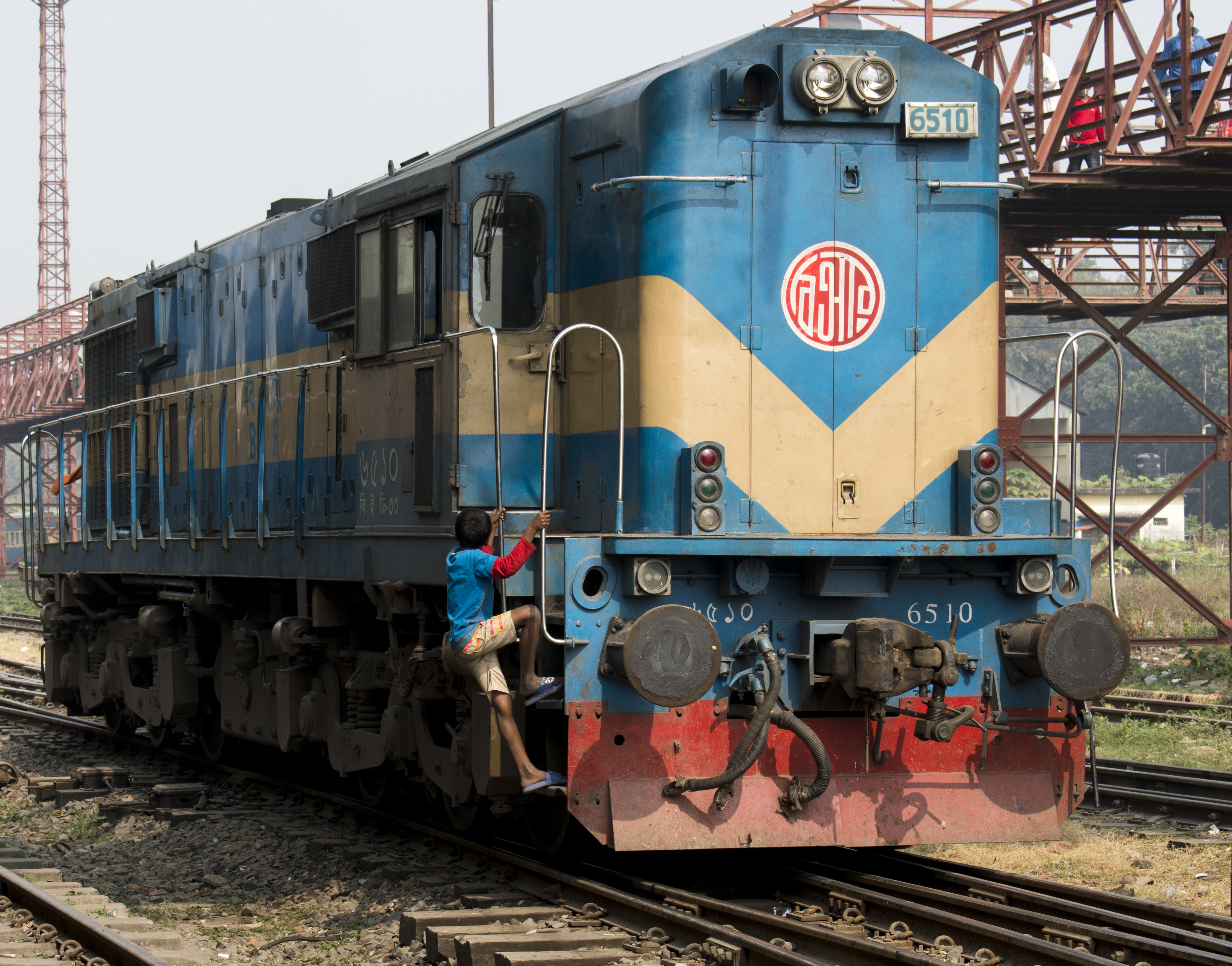
孟加拉鐵路的WDM-3A

## 技術規格
细节如下：  
| 制造商           | DLW、DLMW (DMW/DCW) |
| 引擎             | Alco 251-C, 16缸, 3,300 hp（2,500 kW）（早期型號：Napier NA2951R/ ABB VTC-304-VG15/ GE 7s 1716 涡轮增压柴油引擎，出力3100hp） 轉速：最大： 1,050 rpm，怠速：400 rpm 汽缸缸径 x 行程：228.6 mm × 266.7 mm（9.00英寸 × 10.50英寸） 压缩比： 12.5:1。燃油直喷、离心泵冷却系统，风扇由涡流离合器（90 hp 1,050 rpm）驅動 |
| 控制             | EDC / 伍德沃德 8574-650 |
| 傳動             | 电力傳動，BHEL TA 10102 CW交流发电机（1,050 rpm、1100 V、4,400安培）（早期型號使用 BHEL TG 10931 AZ 交流发电机） |
| 牵引馬達         | BHEL TM 4906 AZ/ 4907 BZ ( 435 hp或324 kW )（带滚子轴承） |
| 軸重             | 18.8公噸（18.5長噸；20.7短噸） ，总重112.8 t（111.0 long ton；124.3 short ton） |
| 转向架           | Alco设计，铸造框架、不对称三軸(Co-Co) 转向架 |
| 启动 牽引力      | 30.45 t（29.97 long ton；33.57 short ton） ，附着力 27%，连续28.05 t（27.61 long ton；30.92 short ton） |
| 車架长度         | 15,862 mm（52英尺0.5英寸） |
| 转向架之间的距离 | 10,516 mm（34英尺6.0英寸） |